# どっきんロリポップ
『どっきんロリポップ』は、井沢まさみによる日本の漫画作品。講談社『週刊少年マガジン』1985年にて第37号から1986年第17号まで連載された。単行本は全4巻、復刻版全1巻。

## あらすじ
この物語のヒロインで主人公である石川智子は中学2年生。ある朝、小学生からいじめられていた野良犬を智子が救った。その野良犬は神様であった。助けてくれたお礼として神様は智子に「瞬間移動術」（テレポーテーション）という超能力を授けたが、その瞬間移動術を智子が発動する際、服は移動する前の場所に残留し本体だけが瞬間移動してしまう、つまり移動先で智子は裸になってしまうという超能力であった。この能力により、日常に様々な事件が発生する。

## 登場人物
石川智子（いしかわ　ともこ）
この物語の主人公で中学2年生。毎回瞬間移動術によって裸になってしまう。山本明博に片思い（実際は両思い）。10年後に山本と結婚。
山本明博（やまもと　あきひろ）
智子と同じ中学に通う中学2年生。智子の裸を見る度に気絶するが、智子のことが好きである。10年後に智子と結婚。名前のモデルはRajasの山本好一と後藤明博から。
大介（だいすけ）
智子の幼馴染で中学2年生。幼児並みの体型で頭に載せている平安貴族風の冠とサングラス姿が特徴である。
湯浅慎一（ゆあさ　しんいち）
智子に助けられた野良犬こと神様の正体。タカマガハラ出身。人間の姿にもなり、後に智子たちと同じクラスに転校してくる。名前のモデルはX-RAYのギタリスト、湯浅晋から。
柏木琴絵（かしわぎ　ことえ）
智子の友人。山本に片思いしている。
鹿内綾子（しかうち　あやこ）
智子たちが通う中学校の養護教諭。教師と生徒の枠を超えて山本に片思いしている。
椎山まゆみ（しいやま　まゆみ）
智子たちが通う中学校の国語教諭。
大石（おおいし）
山本の幼馴染で大石組のリーダー。硬派だが智子に片思いしている。人並み外れた体格で喧嘩が滅法強い。
梅原（うめはら）、広瀬（ひろせ）、宮脇（みやわき）、吉川（よしかわ）
大石の子分。同級生の大石には「さん付け敬語」で接している。
鹿内晃（しかうち　あきら）
綾子の弟だが中学2年生。喧嘩で大石を倒すことと智子を奪うことを目標として綾子の勤務先に転校してくる。
石川宏子（いしかわ　ひろこ）
智子の妹で中学1年生。
大田タネ子（おおた　たねこ）
中学2年生。顔と体格からしてこの漫画のお笑い的存在。
ランディ（らんでぃ）
智子が飼っている猫。太り気味である。
アマテラス（あまてらす）
タカマガハラの女王。湯浅に命じて智子を側近の侍女にしようとする。
高原みま（たかはら　みま）
アマテラスの側近。湯浅に片思い。智子たちと同じ中学に転校してくる。後にタカマガハラにて湯浅と結婚する。
カナムラ（かなむら）
アマテラスの側近。湯浅やみまの良き理解者。大伴金村から名前を拝借している。